# 永井一夫
永井 一夫（ながい かずお、1906年〈明治39年〉6月25日 - 没年不明）は、日本の実業家。神戸スターレーン、日真ガラス各社長。ウシオ工業、ウシオ電機、ウシオインターナショナル各監査役。旧姓・牛尾。

## 経歴
兵庫県姫路市出身。牛尾藤次郎の六男。永井善次の養子となる。1926年、姫路商業卒業。姫路水力電気に入社する。1934年に牛尾本店に転じ、総務部長支配人を経て1941年に日本商品専務に選ばれ1949年12月に石塚証券監査役となり同年山陽繊維工業常任監査役、日本真空工業専務に挙げられ1952年11月に両社合併、牛尾工業常務に就任、1959年2月に専務に推され1962年3月にウシオ工業と社名変更、1967年9月に専務を辞任、監査役となり新たに神戸スターレーン社長に就任する。

## 人物
趣味は書画、骨董。宗教は浄土宗。住所は神戸市垂水区霞丘町1丁目。

## 家族・親族
永井家
- 妻・しげる（1911年 - ?、兵庫、藤本隆三の長女）[1]
- 長男・一善（1933年[1] - ?、ウシオ電機取締役）[2]
- 二男[1]
- 三男[1]
- 長女[1]

親戚
- 兄・牛尾友次（農業、城南村会議員）
- 牛尾梅吉（仲介業、牛尾合資会社代表社員、資産家、姫路銀行頭取）
- 牛尾健治（牛尾合資会社代表社員、神戸銀行副頭取）